# Марцинув (Кутновський повіт)
Марцинув (пол. Marcinów) — село в Польщі, у гміні Кшижанув Кутновського повіту Лодзинського воєводства.
Населення — 82 особи (2011).
У 1975-1998 роках село належало до Плоцького воєводства.

## Демографія
Демографічна структура станом на 31 березня 2011 року:
|          | Загалом | Допрацездатний вік | Працездатний вік | Постпрацездатний вік |
| -------- | ------- | ------------------ | ---------------- | -------------------- |
| Чоловіки | 45      | 9                  | 34               | 2                    |
| Жінки    | 37      | 4                  | 24               | 9                    |
| Разом    | 82      | 13                 | 58               | 11                   |